# Oded Gawisz
Oded Gawisz (hebr. ‏עודד גביש‎, ang. Oded Gavish, ur. 23 czerwca 1989 w Petach Tikwie) – izraelski piłkarz występujący na pozycji obrońcy.

## Kariera klubowa
Gawisz jest wychowankiem Maccabi Petach Tikwa, w którym zaczynał swoją seniorską karierę. Od 2008 roku, przez następnych pięć sezonów grał w Maccabi Herclijja oraz w Hapoelu Beer Szewa, gdzie pełnił funkcję kapitana drużyny. 23 lipca 2013 roku podpisał trzyletni kontrakt ze Śląskiem Wrocław, który ostatecznie rozwiązano za porozumieniem stron 3 czerwca 2014. W barwach wrocławskiej drużyny wystąpił w 8 ligowych meczach. W sierpniu 2014 roku odbył testy w Pandurii Târgu Jiu (Liga I). Wkrótce po tym wrócił do Izraela i podpisał kontrakt z Maccabi Netanja, z którego później został wypożyczony do Hapoelu Petach Tikwa. W 2015 roku powrócił do macierzystego Maccabi Petach Tikwa, gdzie grał przez jeden sezon, zanim przeniósł się do Maccabi Sza'arajim (Liga Leumit). Sezon 2017/18 spędził jako gracz Hapoelu Aszkelon, gdzie pełnił rolę rezerwowego i spadł z Ligat ha’Al. W lipcu 2018 roku, w wieku 29 lat, ogłosił zakończenie kariery zawodniczej.

## Kariera reprezentacyjna
W latach 2007–2008 zanotował 19 występów w reprezentacji Izraela U-18 oraz U-19.

## Życie prywatne
Gawisz posiada także obywatelstwo rumuńskie.

## Sukcesy
Maccabi Petach Tikwa
- Toto Cup: 2015/16

Maccabi Sza'arajim
- Toto Cup Liga Leumit: 2016